# 博查特C-93手槍
博查特C-93是由雨果·博查特於1893年研製的半自動手槍，其運作原理衍生自馬克沁機槍的後座作用肘節式槍栓。 該槍發射同為博查特開發的頸瓶式7.65×25毫米高膛壓手槍彈。當時身任博查特助手的喬治·魯格（魯格手槍的設計者）宣稱自己影響了該槍的設計原素。C93由路德維希·羅意威公司和德國武器及彈藥工廠（DWM）所生產，前者生產了1,100把，後者則生產了2,000多把。該槍亦是史上第一種被大量投產的半自動手槍。

## 設計和歷史
博查特C93採用一種肘節式閉鎖系統運作，在射擊時其兩段式肘節會因後座力帶動而升起及向後屈曲，以開放槍膛，並完成拋殼及重新上膛的過程。
DWM委任了喬治·魯格來向軍事及商業渠道推廣博查特手槍。該槍曾於1894年被提供給美國海軍作測試，後來亦被美國陸軍所測試。儘管有著射擊精度和射速高的優點，博查特手槍的生產成本被認為是過高，同時亦因其過於垂直的握把設計以及重量分佈不平衡等問題而被試用過該槍的人批評為太笨重。另外，其後座力也出乎意料的大。這些批評於瑞士陸軍的實地測試期間被提出來，然而博查特卻拒絕改進他的設計。DWM只好把博查特手槍的改良工作交由喬治·魯格負責。魯格保留了博查特的核心設計，但把彈藥改為較短的7.65×21毫米帕拉貝倫彈，以能夠讓手槍具備一個有著更短槍栓行程的肘節式機制，以及一個更窄和更彎的手槍握把。魯格的設計最終成為了眾所周知的魯格帕拉貝倫手槍。
博查特手槍的7.65×25毫米口徑子彈為毛瑟C96手槍所用的7.63×25毫米毛瑟彈提供了重要的基礎。兩種彈藥雖有著相同尺吋，但7.63毫米毛瑟彈的裝藥量較多，用於博查特手槍上會因過於強大而加快零件耗損，甚至有膛炸風險。
博查特C93的商業銷售型僅發射7.65×25毫米博查特彈，但廠商也曾生產過少量供測試用的7.65×21毫米帕拉貝倫口徑型及9×18毫米博查特口徑型。

## 圖片

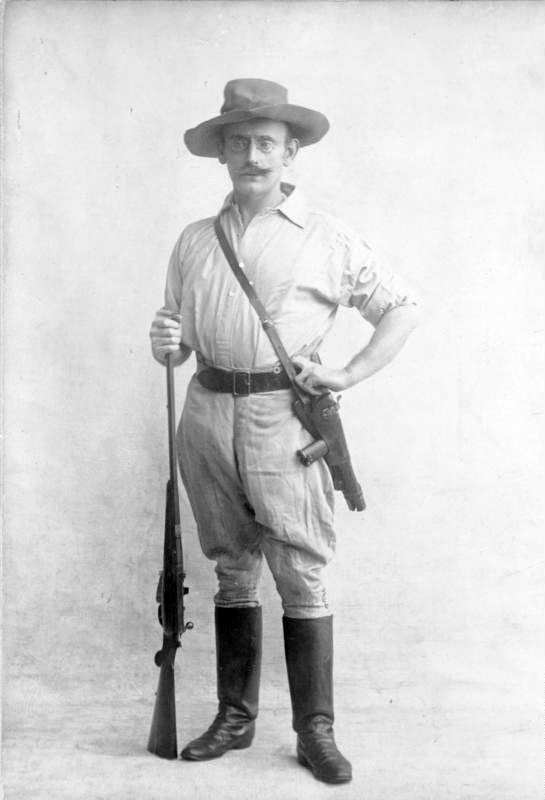
卡尔·彼得斯以博查特C-93作配槍
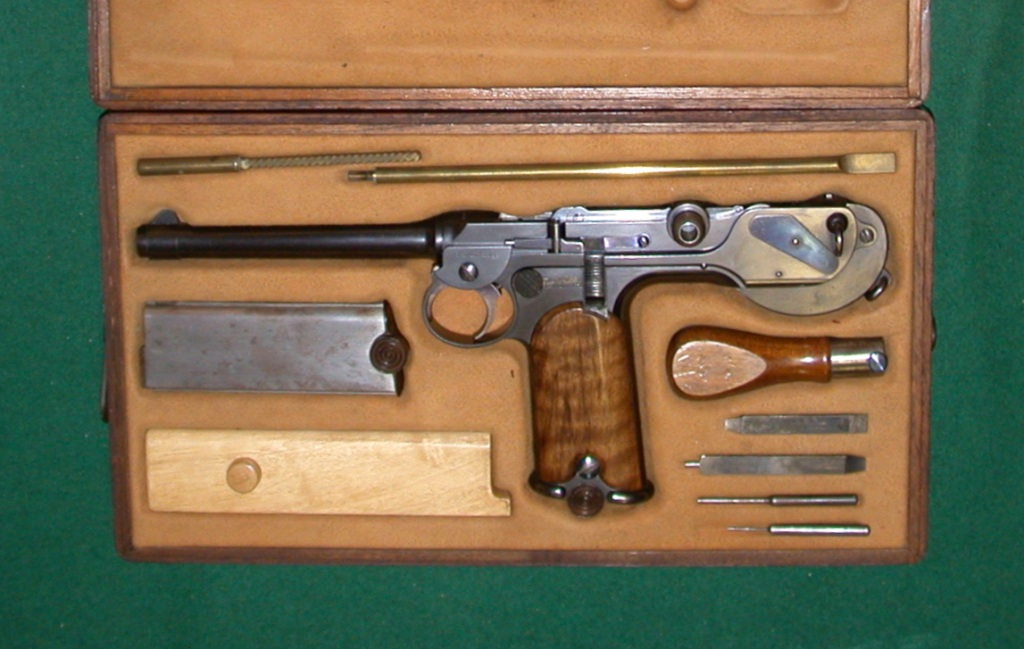
博查特C-93手槍

## 外部連結
- 博查特手槍的分解圖

## 另見
- 魯格手槍
- 毛瑟C96手槍
- 阿斯特拉M900手槍
- M1879帝國左輪手槍
- 貝格曼1896型手槍